# Friedrich Wilhelm Ristenpart

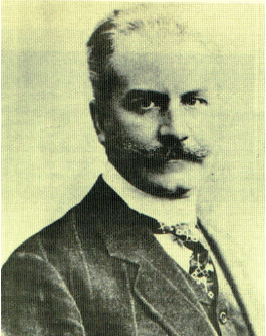
Friedrich Wilhelm Ristenpart

Friedrich Wilhelm Ristenpart (* 8. Juni 1868 in Frankfurt am Main; † 9. April 1913 in Santiago de Chile) war ein deutscher Astronom.

## Leben
Friedrich Wilhelm Ristenpart war der älteste von vier Söhnen einer Frankfurter Kaufmannsfamilie. Nach seinem Abitur 1886 am Städtischen Gymnasium Frankfurt studierte er zwei Semester an der Universität Jena, setzte dann aber sein Astronomiestudium an der Universität Straßburg fort. 1892 promovierte er mit der Arbeit Untersuchungen über die Konstante der Präzession und die Bewegung der Sonne im Fixsternsysteme. Ende 1891 wurde er Assistent an der geplanten, jedoch nie aufgebauten Sternwarte in Karlsruhe, die 1896 nach Heidelberg verlegt wurde, dort blieb er bis 1898.
Ein lange gehegter Plan Ristenparts, ein Verzeichnis der gesamten Positionen aller Fixsterne in allen Sternkatalogen anzufertigen, sollte mit Unterstützung des Astronomen Arthur Auwers und der Preußischen Akademie der Wissenschaften realisiert werden. Nach Ristenparts kurzem Aufenthalt an der Kieler Sternwarte wurde Ristenpart 1900 zum wissenschaftlichen Beamten ernannt und arbeitete ab April 1900 an diesem als Geschichte des Fixsternhimmels bezeichneten Projekt.
Anfang 1908 erhielt er einen Ruf als Direktor der Chilenischen Nationalsternwarte in Santiago de Chile, wo er Ende September seine Arbeit aufnahm. Neben modernen Instrumenten wurde ihm ein Umzug der Sternwarte vom Stadtzentrum an den südlich gelegenen Ort Lo Espejo genehmigt. Im Laufe der Zeit kam es zu Schwierigkeiten mit dem Sternwartenpersonal, und politische Umstände führten dazu, dass 1913 sein Vertrag nicht mehr verlängert wurde. Trotz der Absicht, nach Deutschland zurückzukehren, suchte er wenige Wochen vor der Rückreise nach Deutschland freiwillig den Tod.
Aus Ristenparts erster Ehe mit Paula Rettig ging der Sohn Karl Ristenpart hervor, der später ein angesehener Dirigent in Berlin und Saarbrücken wurde. Aus der zweiten, 1906 geschlossenen Ehe mit Helene Kunith gingen drei Töchter hervor.
Nach Friedrich Wilhelm Ristenpart wurde der am 18. Juli 1968 auf dem Cerro El Roble von C. Torres entdeckte Asteroid (2654) Ristenpart benannt.

## Veröffentlichungen
- David Gill, Catalogue of 1905 stars for the Equinox 1865.0. 1902, 22 S.
- Fr. Schroeter, Untersuchung über die Eigenbewegung von Sternen in der Zone 65° - 70° nördlicher Deklination. Vierteljahrsschrift der Astronomischen Gesellschaft, 40. Jahrgang. 3. Heft. Leipzig, Wilhelm Engelmann, 1905.
- 21. Versammlung der Astronomischen Gesellschaft in Jena 1906. 8 S.
- Juan M. Thome. Vierteljahrsschrift der Astronomischen Gesellschaft, 44. Jahrgang. 2. Heft. Leipzig, Wilhelm Engelmann, 1909, 11 S.
- Kleine Sternenkunde. Union Deutsche Verlagsgesellschaft Stuttgart Berlin Leipzig, 1907, 155 S.
- Deutsche Astronomen in Chile. In: Deutsche Arbeit in Chile, Festschrift des Deutschen Wissenschaftlichen Vereins zu Santiago zur Centenarfeier der Republik Chile, 1910, 19 S.

## Familie
Die Eltern Friedrich Christian Siegmund Ristenpart (* 21. Mai 1819; † 13. Dezember 1893) und Maria Johanna Ristenpart geb. Lackemann (* 17. Juli 1836; † 3. Juli 1885) hatten vier Söhne und eine Tochter, die allerdings schon bald nach ihrer Geburt verstarb:
- Friedrich Wilhelm Ristenpart (* 8. Juni 1868; † 9. April 1913) Astronom
- Friederike Ottilie Agnes (* 25. Juli 1869; † 11. Oktober 1869)
- Carl Julius Emil (* 15. Juli 1870; † 19. April 1943) Bankdirektor
- Rudolf Edmund Theodor (* 2. September 1871; † 26. März 1947) Handelsvertreter
- Eugen Carl Emil Ristenpart (* 22. November 1873; † 2. Mai 1953) Professor für Chemie, Färberei, Fasertechnologie an der TU Chemnitz. Schüler von Wilhelm Ostwald, dessen Farblehre er nach Ostwalds Tod weiterführte. Er war Verfasser zahlreicher wissenschaftlicher Veröffentlichungen zur Farbkunde, Färberei und industriellen Chemie. Leiter der Werkstelle für Farbkunde. Ein Teilnachlass Eugen Ristenparts befindet sich im Archiv der Berlin-Brandenburgischen Akademie der Wissenschaften.